# Байсеитов, Бахытбек Рымбекович
Бахытбек Рымбекович Байсеитов (род. 1958) — казахский финансист, председатель совета директоров и основной акционер банка «ЦентрКредит».

## Биография
Родился 14 мая 1958 года. КазССР; г. Алма-Ата. Происходит из подрода жалыкпас рода Каракесек племени Аргын.

### Образование
В 1979 году окончил Московский финансовый институт (ныне Финансовый университет при Правительстве РФ). В 1981 году окончил Алма-Атинский институт народного хозяйства (ныне Университет Нархоз). С 1982 по 1986 год обучался в аспирантуре этого же вуза на кафедре «Денежное обращение и кредит». В 1987 году окончил Московский институт народного хозяйства им. Плеханова (факультет повышения квалификации).

### Деятельность
Бахытбек Байсеитов работал экономистом Алма-Атинской областной конторы Госбанка; экономистом и замначальника управления Казахского республиканского банка Жилсоцбанка СССР.
В 1988 году он стал председателем правления Алма-Атинского центрального кооперативного банка; затем он работал председателем правления Казахстанского центрального акционерного банка (КЦАБ) «Центрбанк», являлся председателем наблюдательного совета (совета директоров) этого банка (с марта 1997 года компания переименована в АО «Банк ЦентрКредит»).
Байсеитов в разные годы также являлся председателем наблюдательного совета (совета директоров) Казахстанского интернационального банка; президентом финансово-инвестиционной корпорации «Атамекен»; членом совета директоров Банка ТуранАлем; президентом Конгресса предпринимателей Казахстана; президентом Ассоциации банков Казахстана.

## Оценка состояния
Один из богатейших людей в Казахстане, состояние по оценке 2009 года журнала «Forbes» составляет около 1,0 млрд долларов США.
Оценка состояния Б. Р. Байсеитова возникла сразу после продажи части 30 % пакета акций южнокорейскому Kookmin Bank за 76 млрд тенге, что составляет $634 млн по курсу на дату сделки.
1 февраля 2017 года было объявлено, что Байсеитов произведёт выкуп 10 % акций Банка ЦентрКредит у IFC, дочернего подразделения Всемирного банка, а также совместно с другими финансовыми институтами 41,93 % акций у Kookmin Bank. На начало 2017 года во владении Байсеитова было 26,6 % Банка ЦентрКредит.

## Семья
- Отец: Байсеитов, Рымбек Смакович — министр финансов Казахской ССР (1974—1985);
- Жена: Байсеитова Лена Адилхановна;
- Дети: дочери: Куляш (1982 г.р.); Галия (1986 г.р.)

## Награды
- Награждён орденами «Курмет» и «Звезда Содружества», а также медалями «Қазақстан Республикасының тәуелсіздігіне 10 жыл» (2001), «Тыңға 50 жыл» (2004), «Қазақстан Конституциясына 10 жыл» (2005), «Астананың 10 жылдығы» (2008).